# Атия
 Тази статия е за село Атия.  За майката на император Август вижте Атия Балба Цезония.  
А̀тия е село в Югоизточна България. То се намира в община Созопол, област Бургас, в близост до едноименния нос, откъдето идва и името му. На североизток от селото се намира заливът Вромос.
Състои се от 2 части – долна (моряшка) и горна (миньорска). Разстоянието между тях е 1 km. В близост до Атия е разположена най-голямата българска военноморска база – Военноморска база Бургас. Пунктът за базиране е построен в периода 1969 – 1972 г., като през 1972 г. тук се преместват корабите и част от поделенията от Бургас.

## История
В миналото тракийската антична крепост Антея се е намирала на връх Буджака до полуостров Атия (днес военноморска база Бургас).
Селището е официално създадено под името Росен на 27 юли 1957 г. с указ 292 на Президиума на Народното събрание. През 1979 г. е обявено за минно селище, а от 1995 г. е село. Днешното си име Атия получава официално на 23 септември 1997 г.

## Население
| \| Година на преброяване \| Численост \| \| --------------------- \| --------- \| \| 1965 \| 1337 \| \| 1975 \| 968 \| \| 1985 \| 1273 \| \| 1992 \| 1049 \| \| 2001 \| 923 \| \| 2011 \| 856 \| \| 2021 \| 949 \| |           |
| Година на преброяване | Численост |
| 1965 | 1337      |
| 1975 | 968       |
| 1985 | 1273      |
| 1992 | 1049      |
| 2001 | 923       |
| 2011 | 856       |
| 2021 | 949       |

В селото живеят 504 българи и 5 турци.

## Екология
До 2001 година в близост до селото са се намирали мини „Росен“, в които допреди години са добивани медна и златна руда. Те са затворени, фабриките са разрушени, а земята под тях, както и плажът, са рекултивирани, но все още показват висока степен на замърсеност от живака, който е използван при минната дейност. В периода 1954 – 1977 г. отпадъкът от флотационната фабрика (около 8 000 000 t) е изхвърлян в морето наблизо. В следващите години морето изтласква флоатационния отпадък към плажната ивица, което замърсява брега с радиоактивни елементи и живак. След като се установява че радиационният фон в региона е завишен, през 1997 г. започват операции по почистване. В последвалите години близо 800 000 t радиоактивен отпадък е иззет от плажа „Вромос“ и складиран в специално депо.
Плажът на село Атия е със североизточно изложение и дължина около 3 km. През 2010 г. е затворен за къпане поради завишени нива на радиация. Въпреки забраната всяка година на плажа се събират летовници. Примесите в пясъка придават на плажа специфичен сив, жълто-черен цвят. Морската вода е кристално чиста, морското дъно е песъчливо и със слаб наклон, без дупки или ями. Температурата на водата лятно време достига 25 – 26 °C.
Самият плаж е незастроен и почти безлюден. Лови се илария, паламуд и попчета през есента. Среща се често сафрид и чернокоп. Подходящо е ловенето с лодки на „Черната нива“, разположена на 2 km от брега и с дълбочина на дъното 20 – 30 метра.